# Burga Monoplane
Das Burga Monoplane war ein  zweisitziges Flugzeug des englischen Herstellers Avro.

## Geschichte
Im Jahre 1912 erhielt die Firma Avro von einem peruanischen Leutnant Burga den Auftrag, ein Flugzeug zu bauen. Diese Maschine sollte auf einem Entwurf Burgas basieren. Burga hatte sich für Avro entschieden, da diese Firma zu dieser Zeit sehr fortschrittlich im Bereich der Flugzeugsteuerung war.
Da Avro gerade mit dem Bau des Prototyps der Type E, dem Vorläufer der Avro 500, beschäftigt war, wurden beim Bau des Burga Monoplanes Teile verwendet, die auch beim Type E verbaut wurden: Tragfläche, Heckbereich (Höhen- und Seitenruder) sowie das Fahrwerk. Speziell für Burgas Flugzeug wurde aber der Rumpf entwickelt, er war weitaus schmaler als der Type E-Rumpf. Der eingebaute Motor war ein Gnome mit einer Leistung von etwa 37,3 kW (50,7 PS).
Ungewöhnlich war an dieser Maschine die Seitensteuerung; neben dem üblichen Seitenruder auf der Heckflosse befanden sich zwei Ruder, je eins ober- bzw. unterhalb des Rumpfes, unmittelbar vor dem Cockpit, die in gegensätzliche Richtung ausschlugen.
Der Bau des Flugzeuges hatte bei Avro geringe Priorität, es wurde an der Maschine nur zwischendurch gearbeitet, wenn es die Arbeit an den anderen Maschinen zuließ. So war der Aufbau erst im Juni 1912 fertiggestellt, am Motor wurde im Juli gearbeitet und erst am 15. Oktober 1912 verließ das Flugzeug die Werkstatt von Avro.
Nach dem Jungfernflug in Shoreham am 20. November 1912 notierte der Testpilot, dass die Maschine schnell sei und gute Steigeigenschaften besäße. Das Flugzeug absolvierte einige weitere Testflüge. Als sie bei einem einer solchen Flüge am 12. Dezember verunglückte, wurde sie zur Reparatur zurück in die Avro-Werkstatt gebracht. Danach hörte man von diesem Flugzeug nichts mehr.

## Konstruktion
Das Burga-Monoplane war eine mit Stoff bespannte Holzkonstruktion. Das Fahrwerk bestand aus einem 2-rädrigen Hauptfahrwerk mit einem zentriert angebrachten Ski und einem Hecksporn.

## Technische Daten
Bis auf die Länge von 8,85 m sind keine weiteren technischen Daten dieses Flugzeuges bekannt.